# La Bouteille enchantée
Pour les articles homonymes, voir The Brass Bottle.
Pour plus de détails, voir Fiche technique et Distribution.
La Bouteille enchantée (The Brass Bottle) est un film muet américain de Maurice Tourneur, sorti en 1923.

## Synopsis
Sous le règne du roi Salomon, un brigand est condamné à être emprisonné dans une bouteille en cuivre. En Angleterre, de nos jours, Horace, un architecte américain, achète cette bouteille lors d'une vente aux enchères, dans le but d'amadouer le professeur Hamilton, un antiquaire dont il est amoureux de la fille. Mais Hamilton rejette le cadeau et Horace de rage jette la bouteille qui se rompt et de laquelle s'échappe un génie.
Le génie répond aux vœux de l'architecte, mais il en fait parfois un peu trop, en transformant par exemple la maison d'Horace en palais arabe avec danseuses du ventre et esclaves nubiens. Finalement le dernier vœu d'Horace sera que le génie disparaisse.

## Fiche technique
- Titre original : The Brass Bottle
- Titre français : La Bouteille enchantée
- Réalisation : Maurice Tourneur
- Scénario : Fred Myton, d'après le roman homonyme de Thomas Anstey Guthrie
- Direction artistique : Milton Menasco
- Photographie : Arthur Todd
- Montage : Frank Lawrence
- Production : M. C. Levee
- Société de production : Maurice Tourneur Productions
- Société de distribution : Associated First National Pictures
- Pays de production : USA
- Langue originale : anglais
- Format : noir et blanc — 35 mm — 1,37:1 — Muet
- Genre : Comédie
- Durée : 60 minutes
- Date de sortie : 
  - États-Unis : 2 janvier 1923

## Distribution
- Harry Myers : Horace Ventimore
- Ernest Torrence : Fakresh-el-Aamash
- Tully Marshall : Professeur Hamilton
- Clarissa Selwyn : Mme Hamilton
- Ford Sterling : Rapkin
- Aggie Herring : Mme Rapkin
- Charlotte Merriam : Sylvia Hamilton
- Edward Jobson : Samuel Wackerbath
- Barbara La Marr : la reine
- Otis Harlan : le capitaine de la garde

## Autour du film
- Remake d'un film de 1914 dont il ne reste plus de trace, il a fait lui-même l'objet d'un remake en 1964 : Le Retour d'Aladin (The Brass Bottle) de Harry Keller.